# بخش پو
بخش پو (به فرانسوی: Arrondissement de Pau) یک بخش در فرانسه است که در پیرنه-آتلانتیک واقع شده‌است.